# Hippoporina powelli
Hippoporina powelli är en mossdjursart som beskrevs av Gordon 1989. Hippoporina powelli ingår i släktet Hippoporina och familjen Bitectiporidae. Inga underarter finns listade i Catalogue of Life.